# Miguel Mercado
Miguel Ángel Mercado (Santa Cruz de la Sierra, 30 augustus 1975) is een voormalig Boliviaans voetballer, die speelde als aanvaller.

## Clubcarrière
Mercado beëindigde zijn actieve loopbaan in 2008 bij de Boliviaanse club The Strongest na eerder onder meer voor Club Bolívar en Club Jorge Wilstermann te hebben gespeeld.

## Interlandcarrière
Mercado speelde in totaal 12 officiële interlands voor Bolivia in de periode 1995-1997, en scoorde één keer voor zijn vaderland. Onder leiding van bondscoach Antonio López Habas maakte hij zijn debuut op 9 juni 1995 in de vriendschappelijke wedstrijd tegen Paraguay (0-0) in Asuncion. Met La Verde nam Mercado tweemaal deel aan de strijd om de Copa América: 1995 en 2004.
| Interlands van Miguel Mercado voor Bolivia | Interlands van Miguel Mercado voor Bolivia | Interlands van Miguel Mercado voor Bolivia | Interlands van Miguel Mercado voor Bolivia | Interlands van Miguel Mercado voor Bolivia | Interlands van Miguel Mercado voor Bolivia |
| №                                          | Datum                                      | Wedstrijd                                  | Uitslag                                    | Competitie                                 | Goals                                      |
| ------------------------------------------ | ------------------------------------------ | ------------------------------------------ | ------------------------------------------ | ------------------------------------------ | ------------------------------------------ |
| 1                                          | 09 Jun 1995                                | Paraguay – Bolivia                         | 0–0                                        | Copa Paz del Chaco                         |                                            |
| 2                                          | 08 Jul 1995                                | Argentinië – Bolivia                       | 2–1                                        | Copa América                               |                                            |
| 3                                          | 11 Jul 1995                                | Verenigde Staten – Bolivia                 | 0–1                                        | Copa América                               |                                            |
| 4                                          | 14 Jul 1995                                | Chili – Bolivia                            | 2–2                                        | Copa América                               |                                            |
| 5                                          | 16 Jul 1995                                | Uruguay – Bolivia                          | 2–1                                        | Copa América                               |                                            |
| 6                                          | 25 Feb 1996                                | Peru – Bolivia                             | 2–1                                        | OS-kwalificatie                            |                                            |
| 7                                          | 23 Mar 1997                                | Bolivia – Jamaica                          | 6–0                                        | Vriendschappelijk                          |                                            |
| 8                                          | 15 Nov 2003                                | Argentinië – Bolivia                       | 3–0                                        | WK-kwalificatie                            |                                            |
| 9                                          | 18 Nov 2003                                | Venezuela – Bolivia                        | 2–1                                        | WK-kwalificatie                            |                                            |
| 10                                         | 06 Jul 2004                                | Peru – Bolivia                             | 2–2                                        | Copa América                               |                                            |
| 11                                         | 09 Jul 2004                                | Colombia – Bolivia                         | 1–0                                        | Copa América                               |                                            |
| 12                                         | 12 Jul 2004                                | Venezuela – Bolivia                        | 1–1                                        | Copa América                               |                                            |

## Erelijst
Club Bolívar
- Liga de Fútbol

2002, 2004-A, 2005-AD, 2006-A
- Topscorer Liga de Boliviano

2003-C (19 goals)
 Club San José
- Liga de Fútbol

2007-C